# Here Comes Everybody
The Power of Organizing Without Organizations
Here Comes Everybody: The Power of Organizing Without Organizations est un livre de Clay Shirky publié aux éditions Penguin Press en 2008. L'auteur analyse l'effet d'Internet sur la dynamique des groupes, en prenant pour exemple les sites internet Wikipédia et Myspace. C'est son sixième ouvrage. Le titre fait allusion à HCE, un personnage de James Joyce.
L'auteur dit que son livre décrit « ce qui arrive lorsque l'on donne aux gens des outils permettant de travailler ensemble, sans avoir besoin d'une structure organisationnelle classique. »

## Résumé
Dans ce livre, Shirky décrit comment des outils sociaux tels que des blogs et micro-blogs comme WordPress et Twitter, des plates-formes de partage de fichier telles Flickr et des plates-formes de collaboration en ligne comme Wikipédia, sont le vecteur de conversations et d'actions de groupes qui auparavant ne pouvaient avoir lieu que par le biais d'institutions. De même que l'imprimerie a accru l'expression individuelle, et que le téléphone a favorisé la communication entre les individus, Shirky défend l'idée que, avec l'avènement des outils sociaux en ligne, des groupes peuvent se former sans les contraintes de temps et de coût qui prévalaient auparavant. 

Il observe que :  

« [Toute] institution vit dans une sorte de contradiction: elle existe pour tirer profit de l'effort du groupe, mais une partie de ses ressources sont dépensées pour diriger cet effort. Appelons cela le dilemme institutionnel--parce qu'une institution dépense des ressources pour gérer ses ressources, il y a un écart entre ce dont les institutions sont capables en théorie et en pratique, et plus l'institution est grande, plus sont grands ses coûts" »

Shirky poursuit en affirmant que les outils sociaux en ligne permettent à des groupes de se former autour d'activités « dont les coûts seraient supérieurs à leur valeur potentielle » pour des institutions. Il avance que la création réussie de groupes virtuels repose sur « une promesse réalisable, un outil efficace, et un bénéfice acceptable pour l'utilisateur. »
Cependant, Shirky met en garde de ne pas interpréter ce système comme la recette d'un usage réussi des outils sociaux, car l'interaction entre les parties est trop complexe.